# 나주방송
나주방송(羅州放送)은 2005년부터 2009년까지 존재하였던 대한민국 전라남도 나주시에 위치한 소출력 공동체 FM 라디오 방송국이었다.

## 연혁
- 2004년 9월 1일 가칭 나주방송추진위원회 결성
- 2005년 5월 18일 시험주파수 할당
- 2005년 9월 23일 나주방송 개국 (호출 부호 : HLMA-LF3003)
- 2009년 9월 7일 방송통신위원회 심의에 따라 정규 허가 거부가 의결됨
- 2009년 9월 20일 폐국